# ماتیاس کابورک
ماتیاس کابورک (انگلیسی: Matthias Kaburek; ۹ فوریهٔ ۱۹۱۱ – ۱۷ فوریهٔ ۱۹۷۶) بازیکن فوتبال اهل آلمان بود.
از باشگاه‌هایی که در آن بازی کرده‌است می‌توان به باشگاه فوتبال راپید وین، باشگاه فوتبال مس، و باشگاه فوتبال راپید وین اشاره کرد.
وی همچنین در تیم‌های ملی فوتبال اتریش و آلمان بازی کرده‌است.